# Xyris jupicai
Xyris jupicai là một loài thực vật hạt kín trong họ Hoàng đầu. Loài này được Rich. miêu tả khoa học đầu tiên năm 1792.